# Neulerchenfeld
Neulerchenfeld est un quartier de Vienne situé dans le 16e arrondissement de Vienne, Ottakring, et est l'une des quatre-vingt-neuf communautés cadastrales de la ville.   
C'était jusqu'à la fin de 1891 une commune indépendante. 

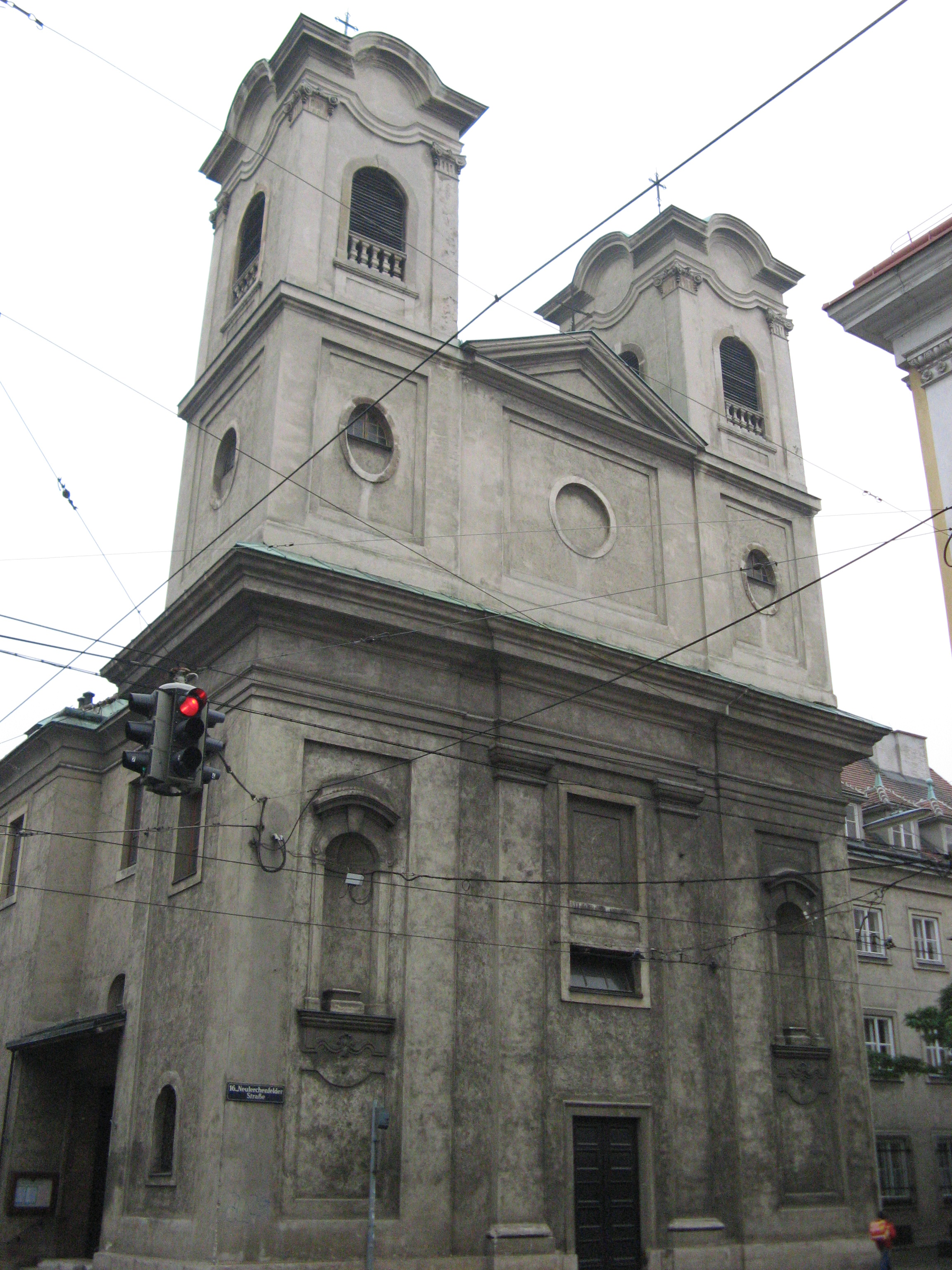
Église paroissiale de Neulerchenfelder.

## Personnalités liées au quartier
- Ferdinand Mathias Baldia (1818-1869), conseiller municipal d'Ottakring ;
- Josef Baldia (1845-1912), architecte ;
- Johann Dubez (1828-1891), compositeur et musicien ;
- Joseph Leitgeb (1732-1811), joueur de cor ;
- Michael Pamer (1782-1827), compositeur et musicien ;
- Maurus Schinnagl (1800-1871), pédagogue catholique ;
- Johann Schrammel (1850-1893), compositeur et musicien.